# Norman Ascot
Pour les articles homonymes, voir Ascot.
Norman Ascot, pseudonyme de Wolfgang Pliverits (né le 18 juin 1941 à Berlin) est un chanteur et compositeur allemand. Il se fait d'abord connaître en tant que membre fondateur du groupe Sunday et en 1978 en tant que producteur du groupe The Teens.

## Biographie
Ascot apprend le métier de grossiste et fait de la musique à côté. Ses parents partageent avec lui son enthousiasme pour la musique : sa mère est chanteuse d'opéra, son père professeur de musique. En 1963, Ascot fonde son premier groupe de musique, les Gents, et en 1965 les Singing Strings. En 1963, il enregistre également son premier single Annabell en tant que chanteur sous le pseudonyme de Tom Schütt.
Norman Ascot a de nombreux prix au cours de ses 45 ans de carrière. Entre autres, il est disque d'or et de platine avec Roland Kaiser en 1986 pour le LP Dich zu liebe avec le titre Sieben Fässer Wein, avec Roger Whittaker et Silvia Gehrke le Goldene Schallplatte en 1991 pour le titre Sieben Jahre, sieben Meere. Il prend la troisième place au concours des compositeurs allemands de 1991 avec le titre Ich bin kein Dichter, kein Poet.

## Discographie
- 1963 : Annabell (sous le nom de Tom Schütt)
- 1967 : Sehnsucht die nie vergeht
- 1969 : So verliebt
- 1969 : Die Nummer 1 In Meinem Leben
- 1970 : Schön, Daß Du Bei Mir Bist
- 1972 : So Verliebt
- 1974 : Jeder Tag mit Dir ist schön
- 1974 : Schön das Du bei mir bist
- 1975 : Lieben ist schön
- 1975 : Hallo Susann
- 1975 : Womit Hab' Ich Das Verdient
- 1976 : Trink Erst Mal 'Nen Schnaps

## Compositions
Roland Kaiser:
- Sieben Fässer Wein
- Wohin gehst Du
- Du gehst mir unter die Haut
- Hey John
- Weil ich glaube
- Wenn Du gehst

Roger Whittaker:
- Sieben Jahre, sieben Meere (Paroles et musique avec Silvia Gehrke)
- Sarah (Paroles et musique avec Silvia Gehrke)

Tom Astor:
- Ich bin kein Dichter, kein Poet (Paroles et musique avec Silvia Gehrke)
- Das war unsre Zeit (Paroles et musique avec Silvia Gehrke)
- Den Kindern gehts gut und der Hund ist gesund

Gunter Gabriel:
- Ich bin CB-Funker
- Heut ist nicht mein Tag
- Leg mir doch nicht immer Steine in den Weg

The Teens:
- Gimme Gimme Gimme Gimme Gimme Your Love
- en tout 10 singles + 6 LPs en tant qu'auteur-compositeur et producteur

Western Union: producteur et auteur :
- Ich möcht so gerne mal nach Nashville
- Bärenstark
- Der liebe Gott, der muss ein Cowboy sein
- Liebe ist
- Es gibt immer einen Weg (avec Silvia Gehrke)

Peter Petrel: producteur et auteur de 2 LP (1 LP avec Western Union)
- Ich bin viel zu bescheiden
- Heut nacht hab ich Whisky
- Sonntag früh
- Rock 'N' Roll ist auch nicht mehr das... (Autor)
- Bouletten mit Senf (Autor)

Frank Zander:
- Safari
- coproduction et composition avec Frank Zander : Frank Fender (instrumental)
- coproduction et composition avec Frank Zander : Terry Explosion

Bernhard Brink:
- Dann sag ja

Tina York: producteur et auteur de 3 singles
Peter Ehrlicher: un album de 12 titres
Tina Rainford: co-auteur avec Tina Rainford de 3 chansons
Bert Beel: auteur et producteur de 2 singles
Gaby Baginsky:
- Verzeih mein Freund (Paroles et musique avec Silvia Gehrke)

Norman Ascot Soundset: 2 albums instrumentaux, California Sunrise et Twilight
Roy Black:
- Frühling mir dir

Compositions pour Olivia Winter, Bonnie St. Claire, Greyhounds, Zillertaler Jodlertrio, Elke Best, Uwe Jensen…